# 6176 Horrigan
6176 Horrigan eller 1985 BH är en asteroid i huvudbältet som upptäcktes den 16 januari 1985 av den tjeckiske astronomen Zdeňka Vávrová vid Kleť-observatoriet. Den är uppkallad efter Barbara L. Horrigan.
Asteroiden har en diameter på ungefär 5 kilometer och den tillhör asteroidgruppen Flora.